# مقاطعة ويندهام (كونيتيكت)
مقاطعة ويندهام هي مقاطعة في كونيتيكت، بلغ عدد سكانها 118٬428  نسمة، في 2010، عاصمتها Windham, Connecticut ‏.

## الموقع
تشترك في الحدود مع:
- مقاطعة ووستر
- مقاطعة نيو لندن (كونيتيكت).